# 非尼拉朵
非尼拉朵（英語： 或 英語：，商品名：Cabral）是一种含氮有机化合物，化学式C
13H
14N
2O，能作为肌肉鬆弛劑。